# Jun Ji-hyun
Jun Ji-hyun (전지현?, anche conosciuta come Gianna Jun; Seul, 30 ottobre 1981) è un'attrice sudcoreana.
Nata Wang Ji-hyun, è diventata famosa per il ruolo de "la ragazza" in Yeopgijeog-in geunyeo (2001), una delle commedie coreane di maggior successo di tutti i tempi. Altri suoi film degni di nota includono Si-wor-ae (2002), Ti presento la mia ragazza (2004), The Thieves (2012), The Berlin File (2013) e Amsal (2015).
Jun ha anche recitato in serie televisive come Byeor-eseo on geudae (2013-2014) e Pureun bada-ui jeonseol (2016-2017). Il successo dei suoi film e dei suoi drama televisivi l'ha fatta conoscere a livello internazionale come la migliore star Hallyu.

## Biografia
Jun Ji-hyun ha frequentato la facoltà di teatro e filmografia all'Università Dongguk. Ha iniziato la sua carriera di modella nel 1997, e, dopo essere apparsa in diverse sit-com, ha debuttato sul grande schermo nel 1999 con il film White Valentine. È stata successivamente nel cast de Si-wor-ae (2000), attraverso il quale si è impostata all'attenzione del grande pubblico. Il suo ruolo principale è stato nel film del 2001 My Sassy Girl, una commedia romantica che le ha valso la vittoria del premio come "Migliore attrice" al Daejong Film Festival del 2002. Nel 2006 è stata protagonista in Daisy.
La sua carriera di modella è iniziata invece per Echo, ed è poi stata scelta da diverse case di moda e come testimonial per compagnie produttrici di telefoni cellulari come la Samsung, e iPod della Apple.
Nel 2005 è stata la prima artista coreana a comparire sulla famosa rivista di moda Elle.

## Filmografia
- White Valentine (Hwaiteu ballentain), regia di Yang Yun-ho (1999)
- Si-wor-ae, regia di Lee Hyun-seung (2000)
- Yeopgijeog-in geunyeo, regia di Kwak Jae-yong (2001)
- The Uninvited (4 Inyong siktak), regia di Lee Su-yeon (2003)
- Windstruck (Nae yeojachin-gureul sogaehamnida), regia di Kwak Jae-yong (2004)
- Daisy (Deiji), regia di Andrew Lau (2006)
- Superman-i-eotdeon sana-i, regia di Jeong Yoon-chul (2008)
- The Last Vampire - Creature nel buio (Blood: The Last Vampire), regia di Chris Nahon (2009)
- Il ventaglio segreto (Snow Flower and the Secret Fan), regia di Wayne Wang (2011)
- The Thieves (Dodookdeul), regia di Choi Dong-hoon (2012)
- The Berlin File, regia di Ryoo Seung-wan (2013)
- Amsal, regia di Choi Dong-hoon (2015)
- Byeor-eseo on geudae – serie TV (2013-2014)
- Pureun bada-ui jeonseol (푸른 바다의 전설) – serie TV (2016-2017)
- Jirisan (지리산?) – serie TV (2021)

## Doppiatrici italiane
Nelle versioni in italiano dei suoi film, Jun Ji-hyun è stata doppiata da:
- Valeria Vidali in The Thieves, The Berlin File
- Emanuela D'Amico in Windstruck
- Letizia Scifoni in The Last Vampire - Creature nel buio
- Myriam Catania ne Il ventaglio segreto